# Hans von Sommerfeld
Hans von Sommerfeld (* 7. Januar 1888 in Magdeburg; † 10. Januar 1961 in Rheine) war ein deutscher Generalleutnant der Wehrmacht.

## Herkunft
Hans von Sommerfeld entstammt einer preußischen Offiziersfamilie: Sein Urgroßvater August war preußischer Generalmajor und sein Großvater Konstantin (1815–1866) fiel als Oberstleutnant in der Schlacht bei Königgrätz. Seine Eltern waren der Generalmajor Kurt von Sommerfeld (1846–1905) und dessen Ehefrau Wilhelmine Anna Therese von Staff (* 20. November 1850).

## Leben
Nach dem Besuch der Kadettenanstalt wurde Sommerfeld als Fähnrich im Infanterie-Regiment „Prinz Louis Ferdinand von Preußen“ (2. Magdeburgisches) Nr. 27 der Preußischen Armee in Halberstadt angestellt. In diesem Regiment hatten schon der Vater und der Großvater gedient. Seit 1906 Leutnant, wurde Sommerfeld 1912 für ein Jahr zum Magdeburgischen Pionier-Bataillon Nr. 4 kommandiert. Zu Beginn des Ersten Weltkriegs nahm er an der Eroberung von Lüttich teil, wurde verwundet und mit dem Eisernen Kreuz II. Klasse ausgezeichnet. Wieder genesen und an Kaisers Geburtstag 1915 zum Oberleutnant befördert, wurde er zum Führer der MG-Kompanie ernannt. Sommerfeld erhielt das Eiserne Kreuz I. Klasse und wurde am 27. Juni 1916 zum Hauptmann befördert. Im Juli und im September 1916 wurde er erneut verwundet. Wieder an der Westfront wurde Sommerfeld als Bataillonskommandeut verwendet und im Sommer 1918 mit dem Ritterkreuz des Königlichen Hausorden von Hohenzollern mit Schwertern, dem Militärverdienstkreuz III. Klasse mit Kriegsdekoration und dem Verwundetenabzeichen in Silber ausgezeichnet.
Nach dem Krieg wurde Sommerfeld in die Vorläufige Reichswehr übernommen. Er versah Dienst im Großen Generalstab, im Oberkommando des Grenzschutz Süd in Breslau und im Freiwilligen Landesjägerkorps. Ab 1921 war er Kompaniechef der 1. Kompanie im 12. Infanterie-Regiment. Er wurde Anfang 1928 in das Reichswehrministerium versetzt und dort am 1. Februar 1930 zum Major befördert. Vier Jahre später zum Oberstleutnant befördert und zum 12. Infanterie-Regiment rückversetzt, wurde er zum Kommandeur des II. Bataillons in Quedlinburg ernannt.
Mit der Aufrüstung der Wehrmacht übernahm er das neu aufgestellte Infanterie-Regiment 33 in Dessau. Seit dem 1. November 1935 Oberst, zog er im Oktober 1938 mit dem Regiment in die Sudetenkrise. Ab April 1939 war er Kommandeur der Heeresdienststelle 9, die erst zum Grenzschutz-Abschnitts-Kommando 9 und dann zur 526. Infanterie-Division wurde. Sommerfeld übernahm sie am 1. Oktober 1939 als Generalmajor und Kommandeur. Im November 1940 wurde ihm die 306. Infanterie-Division unterstellt, die ab April 1941 bei der 15. Armee in Belgien als Besatzungstruppe eingesetzt war. Er erhielt die Spangen zum Eisernen Kreuzen und wurde am 1. September 1941 zum Generalleutnant befördert. Im November 1942 übernahm er die Division Nr. 452. Von 1945 bis 1947 befand er sich in US-amerikanischer Kriegsgefangenschaft. Er starb drei Tage nach seinem 73. Geburtstag.